# Shaun Ross (người mẫu)
Shaun Ross (sinh ngày 10/5/1991) là người mẫu, diễn viên và vũ công người Mỹ gốc Phi. Anh được coi là người mẫu nam chuyên nghiệp mắc chứng bạch tạng đầu tiên trên thế giới. Ross từng lên bìa GQ Anh, Vogue Ý, i-D, Paper và Another Man. Anh hiện làm người mẫu cho các hãng Alexander McQueen và Givenchy.

## Thời thơ ấu
Bệnh bạch tạng của anh khiến anh trở thành đối tượng của nhiều bắt nạt. Anh xuất hiện trên Tyra Banks Show vào năm 2009 và thảo luận những kinh nghiệm thời thơ ấu tiêu cực của mình.
Từ nhỏ, Shaun Ross đã bị không ít người trêu chọc, bắt nạt vì vẻ ngoài khác biệt. "Người ta gọi tôi với đủ biệt danh, từ phấn bột cho đến bánh mỳ trắng. Năm lên lớp 7, tôi còn bị một đứa bạn cầm bút chì đâm sáu nhát phía sau lưng. Tôi luôn là đứa đứng ngoài xã hội, nhưng luôn đứng một cách tự tin. Tôi chấp nhận con người mình. Tôi sẽ luôn là tôi, dù người ta có chấp nhận hay không", anh từng tâm sự. Sớm trở thành một vũ công nhưng Shaun Ross đã quyết đi theo sự nghiệp người mẫu từ năm 16 tuổi.

## Sự nghiệp
Năm 2009, Shaun Ross xuất hiện trong show Tyra Banks và được hội ngộ với người mẫu cùng cảnh Diandra Forrest. Anh từng góp mặt trên ấn phẩm của các tạp chí thời trang lớn và sải bước trên sàn catwalk danh tiếng. Ngoài công việc người mẫu, Shaun Ross còn được biết đến với tư cách diễn viên. Người mẫu bạch tạng này có mặt trong MV "E.T" của Katy Perry, "Party" và "Pretty Hurt" của Beyoncé hay phim ngắn "Tropico" của Lana Del Rey. Shaun hỗ trợ Yubo, Abby và Hongpan tại "I Supermodel".
Anh cũng có một kênh Youtube của mình với sự nghiệp âm nhạc. MV được chú ý nhất của Shaun Ross là Chrysalis, ra mắt năm 2018.